# Thamnaconus melanoproctes
Thamnaconus melanoproctes es una especie de peces de la familia Monacanthidae en el orden de los Tetraodontiformes.

## Morfología
Los machos pueden llegar alcanzar los 20 cm de longitud total.

## Hábitat
Es un pez de mar y de clima tropical y demersal que vive entre 30-200 m de profundidad.

## Distribución geográfica
Se encuentra en el Golfo de Adén, Omán, el Golfo de Omán y el Pacífico occidental central.

## Observaciones
Es inofensivo para los humanos.